# Fimbristylis arnhemensis
Fimbristylis arnhemensis är en halvgräsart som beskrevs av Latz. Fimbristylis arnhemensis ingår i släktet Fimbristylis och familjen halvgräs. Inga underarter finns listade i Catalogue of Life.